# Soboliwka (rejon charkowski)
Soboliwka (ukr. Соболівка) – wieś na Ukrainie, w obwodzie charkowskim, w rejonie kupiańskim. W 2001 liczyła 88 mieszkańców, spośród których 85 posługiwało się językiem ukraińskim, 2 rosyjskim, a 1 mołdawskim.